# フェリー・コーステン
フェリー・コーステン（Ferry Corsten、1973年12月4日 - ）またはSystem F（システムエフ）は、オランダのロッテルダム生まれのトランスミュージックのディスクジョッキー、リミキサー、音楽プロデューサー。トランスミュージックのひとつであるダッチトランスの創始者の一人であり、しばしばDJ界の頂点に立つひとりとして取り上げられ、DJマガジンの公式投票で8位にランクインした。コーステンは週刊のラジオ番組Resonation Radioの司会を行っている一方で、世界中の様々な規模のイベントに参加している。

## 生い立ち

### 初期(1989-1999)
フェリー・コーステンは16歳のときに初めてCDを出して以来、数多くの変名のもとでプロデュースやリミックスを行ってきたが、公式にミュージシャンとしての仕事を始めたのは彼が27歳のときだった。
ティーンエイジャーの頃、フェリーはしばしば父親の蓄音機を使ったり、初めての鍵盤楽器を買うための資金を蓄えるべく車洗いのバイトを行ったり近所の子供にリミックスしたテープを売ったりした。後に彼は友人一人とライブパフォーマンスを始め、1989年には"De Grote Prijs van Nederland"賞を初めて受賞した。
最終的には16歳のときに、数名の友人とともにレコードを出し、ロッテルダムにいた1990年代、自分で制作したCDのリリースを始めた。
この頃、アンダーグラウンドのハードコアテクノの一種であるガバのミュージシャンの曲をプロデュースしだしたが、プロデュースの範囲はクラブ・ミュージックやハウス・ミュージック、さらにはトランス・ミュージックまでに広がっていった。
ムーンマンの変名でリリースしたシングル"Don't Be Afraid"は初めてチャートインし、この作品をきっかけにフェリーは作曲家としてのスタートを踏み切った。
1997年、コーステンとパートナーのロバート・スミットは、オランダのダンス・ミュージックを専門に扱うレコード会社Purple Eye Entertainment b.v.の子会社としてツナミというダンス・ミュージックのレーベルを設立した。この関係によってポーラー・ステートというレコード会社の設立が可能になった。フェリー・コーステンは電気技師になるための勉強をし、技術学校でより高度な技術教育を受けた。

### システムF(1999-2002)
1990年代末に人気を博しだしたことにより、 DJ Tiësto (グリエラ, Vimana), ヴィンセント・デ・ムーア(音楽ユニットVeracochaを結成),ロバート・スミット(Robert Smit,Starparty)といったトランス界のミュージシャンやDJたちと共演する機会が増えた。
1999年2月、 コーステンはソロプロジェクト、システムF(System F)名義でTsunamiから"Out of the Blue"までのアルバムを出した。そのアルバムにはメロディックな楽曲が含まれており、世界中のダンスフロアでヒットし、イギリスのシングルチャートではトップ20に入ったこともあり、その後にでた Robert Smitとの共同プロデュースで出されたシングル "Cry"もイギリスのチャートのトップ20に入った。
5月にリリースされたグリエラ名義の楽曲 "Gouryella" のシングルはUK Singles Top 75で15位を記録するなど、世界中でヒットを巻き起こした。
その次に出たシングル "Walhalla"もイギリスのシングルチャートで27位を記録。
1999年、コーステンはロンドンのEricsson Muzik Awardでプロデューサー・オブ・イヤーを受賞した 。
2000年9月Gouryellaから3rdシングル "Tenshi"がリリースされた。同年にはWilliam Orbit の『弦楽のためのアダージョ』（原作：サミュエル・バーバー） と、U2の『ニュー・イヤーズ・デイ』をリミックスし、このうち『弦楽のためのアダージョ』のリミックス版はDancestar 2000アワードを受賞した。
Ministry of SoundプレゼンツのダンスコンピレーションシリーズTrance Nation はイギリスでもっともよく売れたダンスコンピレーションアルバムとなり、プラチナディスクを獲得するにいたった。
2001年、日本の歌手浜崎あゆみの楽曲のリミックスを担当。2002年にリリースしたアルバム『I am...』の収録曲「Connected」にトランス色の強いプロデュースとなり、ドイツでは2003年にヨーロッパでシングルとしてリリースされた。
2002年には自身初のベストアルバム「Very Best Of Ferry Corsten System F」をリリース。

### フェリー・コーステン(2003- )
2003年、フェリー・コーステン名義で初めて、Right of Wayというトランス /エレクトロニックアルバムがリリースされた。シングルカット曲にはPunk (UK #29) 、Rock Your Body, Rock (UK #11), It's Time (UK #51)がある。
また、 Whatever, Star Traveler & Right Of Wayからもリリースが行われた。
2004年、フェリー・コーステン名義でのアルバムリリースを記念して Heineken Musical Hallで 4,500人の観客と共に、8時間の間"Rock Your Body Rock"といったシングル曲を披露した 。また、このPVはオランダのTMF Dutch MTV Awardsにノミネートされた。
2004年、日本ではシステムFの集大成として2枚目のベストアルバム "system F Gouryella Best" を2005年3月まで限定でリリース。
収録曲の中には日本のトランスアルバムCyber Tranceのリスペクトとして"Cyber F"名義の「The Midnight Sun (Vocal Version)」がある。
2005年、自身のレーベルFlashover Recordingsを立ち上げ、2ndシングル"L.E.F"をリリース。収録曲の"Fire"は、デュランデュランのメンバーSimonとのコラボ作としてシングルカットされ、ミュージックビデオはthe 2006 Trance Awardsの最優秀トランス・ミュージックビデオ部門("the best trance video category")にノミネートされた。
2013年、フェリー・コーステンは小島プロダクションとプラチナゲームズのコンピュータゲーム『メタルギア ライジング リベンジェンス』のサウンドトラックに参加した。
2015年、Ligayaの発売以来13年ぶりにGouryella名義でシングル"Anahara"をリリース。2016年、Gouryella名義でリリースした"Neba"は、アーミン・ヴァン・ビューレンがホストを務めるラジオ番組A State of Tranceで「Tune of the Year」を獲得した。
2019年、Out of the Blueの発売20周年を迎え、system F Gouryella、Ferry Corstenといった各名義での精力的な活動を行う「WHAT THE F」コンセプトを発表。その活動が評価され、International Dance Music Awards (IDMA's)で「レガシー賞」を受賞した。 
2020年3月、家庭の事情で出演できなくなったアーミン・ヴァン・ビューレンの代理としてA State of Tranceのホストを務め、第972回以降は後半部の「Hour No2」のホストを不定期で行っている。2020年4月、Ferr名義としては24年ぶりとなるアルバム"As Above So Below"をリリース。2020年7月、自身のレーベルであるFlashover Recordingをアーミン・ヴァン・ビューレンのレーベルである「Armada Music」の傘下にすることを発表。2020年11月、自身がホストを務める「Corsten's Countdown」を第700回で終了。後継として「Resonation Radio」の放送を開始した。2020年12月、世界中の音楽製作者20名以上と共同で製作するプロジェクト「Trance Unity」を立ち上げ、"Free"をリリース。

## アルバム
- 1996 Looking Forward (Ferr 名義)
- 2001 Out of the Blue (system F 名義)
- 2002 Together (system F 名義)
- 2002 Very Best of Ferry Corsten system F
- 2003 Right of Way
- 2004 system F Gouryella Best 日本限定発売
- 2006 L.E.F.
- 2008 Twice In A Blue Moon
- 2012 WKND
- 2016 Hello World
- 2016 From the Heavens (Ferry Corsten presents Gouryella 名義)
- 2017 Blueprint
- 2020 As Above So Below (Ferr 名義)